# Eric Keddo
Eric Keddo (né le 1er juillet 1984 au Texas, États-Unis) est un athlète jamaïcain, spécialiste du 110 mètres haies. 

## Biographie

### Palmarès
| Date | Compétition                                      | Lieu           | Résultat | Performance |
| ---- | ------------------------------------------------ | -------------- | -------- | ----------- |
| 2007 | Jeux panaméricains                               | Rio de Janeiro | 6e       | 13 s 91     |
| 2010 | Jeux d'Amérique centrale et des Caraïbes         | Mayagüez       | 2e       | 13 s 52     |
| 2010 | Jeux du Commonwealth                             | New Delhi      | 4e       | 13 s 71     |
| 2011 | Championnats d'Amérique centrale et des Caraïbes | Mayagüez       | 1er      | 13 s 49     |

### Records
| Épreuve                    | Performance | Lieu     | Date            |
| -------------------------- | ----------- | -------- | --------------- |
| 110 mètres haies           | 13 s 49     | Mayagüez | 17 juillet 2011 |
| 60 mètres haies (en salle) | 7 s 65      | Clemson  | 14 février 2009 |